# Щербаки (заказник)
Щербаки́ — ландшафтний заказник місцевого значення в Україні. Об'єкт природно-заповідного фонду Полтавської області. 
Розташований у Решетилівському районі Полтавської області, між селами Голуби та Дмитренки, на північ від міста Решетилівка. Через заказник протікає річка Говтва. 
Площа 289,2 га. Створений відповідно до Рішення Полтавської облради від 04.09.1995 року. Перебуває у віданні ДП «Новосанжарський лісгосп» (Решетилівське лісництво, кв. 11) — 48 га, Решетилівська сел/р — 48,6 га, Лобачівська с/р — 30,7 га, Кукобівська с/р — 90,9 га, Жовтнева с/р — 71 га. 
Охороняється типовий лісостеповий ландшафт з прилеглими болотами, невеликими лісами (переважно дуб), різноманітною флорою та фауною. 